# Suicide by My Side
Suicide by My Side – trzeci album Sinergy z 2002 roku. Widoczne zmiany w ich muzycznym stylu; Kimberly Goss przekształciła swój styl spiewania w ostrzejszy, i bardziej agresywny, natomiast gitarzysci Alexi Laiho i Roope Latvala wykonują więcej technicznych solówek.
Remembrance jest dedykowana ludziom, którzy zginęli podczas terrorystycznych ataków z 11 września.
Według danych z kwietnia 2002 album sprzedał się w nakładzie 1,300 egzemplarzy na terenie Stanów Zjednoczonych.

## Lista utworów
Opracowano na podstawie materiału źródłowego.
1. „I Spit On Your Grave” (Goss, Laiho) – 4:01
2. „The Sin Trade” (Goss, Hietala, Laiho) – 3:46
3. „Violated” (Goss, Hietala, Laiho, Latvala) – 4:04
4. „Me, Myself, My Enemy” (Goss, Hietala) – 4:13
5. „Written In Stone” (Goss) – 4:17
6. „Nowhere For No One” (Goss, Latvala) – 3:10
7. „Passage to the Fourth World” (Goss, Laiho, Lillman) – 3:36
8. „Shadow Island” (Goss, Latvala) – 5:00
9. „Suicide By My Side” (Goss, Laiho) – 3:41
10. „Remembrance” (Goss) – 1:23

## Twórcy
Opracowano na podstawie materiału źródłowego.

- Kimberly Goss – wokal prowadzący
- Alexi Laiho – gitara rytmiczna, gitara prowadząca, wokal wspierający
- Roope Latvala – gitara rytmiczna, gitara prowadząca
- Marco Hietala – gitara basowa, wokal wspierający
- Tommi Lillman – perkusja
- Fredrik Nordström – inżynieria dźwięku, miksowanie, produkcja
- Patrik J. Sten – inżynieria dźwięku
- Mika Jussila – mastering
- Thomas Ewerhard – oprawa graficzna
- Sanna Haapoja – makijaż
- Toni Härkönen – zdjęcia